# Goblin (Album)
Goblin ist das Debütalbum des US-amerikanischen Rappers Tyler, the Creator. Es erschien am 6. Mai 2011 über das Label XL Recordings.

## Titelliste
1. Goblin – 6:48
2. Yonkers – 4:09
3. Radicals – 7:18
4. She (feat. Frank Ocean) – 4:13
5. Transylvania – 3:12
6. Nightmare – 5:22
7. Tron Cat – 4:13
8. Her – 3:31

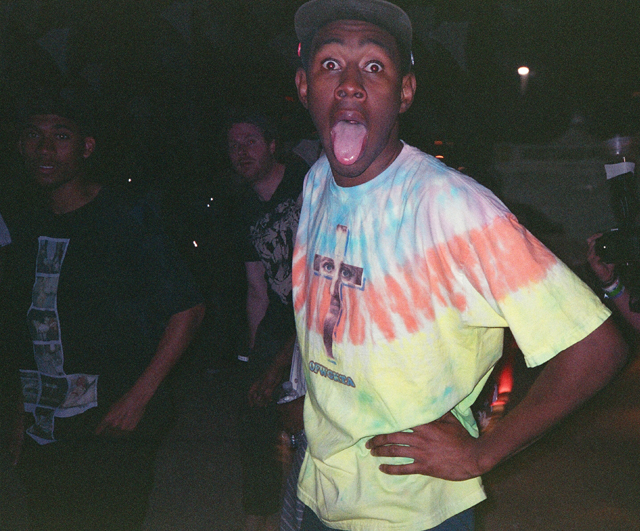
Tyler, the Creator (2011)

9. Sandwitches (feat. Hodgy Beats) – 4:51
10. Fish/Boppin' Bitch – 6:19
11. Analog (feat. Hodgy Beats) – 2:54
12. Bitch Suck Dick (feat. Jasper und Taco) – 3:36
13. Window (feat. Domo Genesis, Frank Ocean, Hodgy Beats und Mike G) – 8:00
14. AU79 (Instrumental) – 3:40
15. Golden – 5:43

## Rezeption

### Preise
Tyler, the Creator gewann für das Video zum Song Yonkers bei den MTV Video Music Awards 2011 in der Kategorie Best New Artist. Im Anschluss daran stieg das Album um 92 Plätze auf Rang 96.

### Kritiken
Die E-Zine Laut.de bewertete Goblin mit drei von möglichen fünf Bewertungspunkten. Aus Sicht des Redakteurs Alexander Austel seien „Flow, Beats und der Rap an sich“ von Tyler, the Creator eher mittelmäßig und die „Songs kaum eingängig“. Auf der inhaltlichen Ebene bleiben „lediglich die mit Flüchen unterlegten fucking kranken Onanie-, Selbstmord- und Mordphantasien eines Pubertierenden, die wahrscheinlich der gesamten amerikanischen Jugend aus dem Herzen sprechen“ in Erinnerung. Das Stück Yonkers überzeuge durch die „tiefe und dunkle Stimme“ des Rappers. Dabei wird die musikalische Untermalung als „nervig-düstere[r] Synthie-Beat“ charakterisiert, über die Tyler, the Creator „vordergründig, was ihn alles ankotzt und größtenteils unzusammenhängenden Stumpfsinn“, fasele. Die Qualitäten des Rappers werden deutlich, „wenn es um Vater oder Familie“ gehe, „wenn es persönlich“ werde.

## Kommerzieller Erfolg

### Chartplatzierungen
In der ersten Woche konnten 45.000 Einheiten des Albums in den Vereinigten Staaten verkauft werden. Damit stieg Goblin auf Rang 5 der Billboard 200 ein. Bis Ende August 2011 wurden 108.000 Einheiten von Goblin verkauft. In den deutschen Album-Charts stieg Goblin auf Position 97 ein. Es konnte sich lediglich eine Woche in den Charts halten.
| ChartsChartplatzierungen       | Höchstplatzierung | Wochen |
| ------------------------------ | ----------------- | ------ |
| Deutschland (GfK)              | 97 (1 Wo.)        | 1      |
| Vereinigte Staaten (Billboard) | 5 (14 Wo.)        | 14     |
| Vereinigtes Königreich (OCC)   | 21 (1 Wo.)        | 1      |

### Auszeichnungen für Musikverkäufe
| Land/Region                  | Auszeichnungen für Musikverkäufe (Land/Region, Auszeichnung, Verkäufe) | Verkäufe  |
| ---------------------------- | ---------------------------------------------------------------------- | --------- |
| Kanada (MC)                  | Gold                                                                   | 40.000    |
| Neuseeland (RMNZ)            | Gold                                                                   | 7.500     |
| Vereinigte Staaten (RIAA)    | Platin                                                                 | 1.000.000 |
| Vereinigtes Königreich (BPI) | Silber                                                                 | 60.000    |
| Insgesamt                    | 1× Silber · 2× Gold · 1× Platin ·                                      | 1.107.500 |

Hauptartikel: Tyler, the Creator/Auszeichnungen für Musikverkäufe